# Список самых высоких зданий Мобила
Ниже представлен список зданий города Мобил (штат Алабама, США) высотой более 30 метров — на 2015 год таковых насчитывается 16 штук. Самое высокое здание города — RSA Battle House Tower высотой 227 метров. С 2006 года оно является не только самым высоким зданием города, но и штата. Три из десяти самых высоких зданий Алабамы расположены именно в Мобиле. Первым небоскрёбом города считается 11-этажный Van Antwerp Building высотой 37 метров, построенный в 1907 году. За всю его историю в городе было построено всего два здания высотой более 100 метров и одно надстроено с 84 до 109 метров.

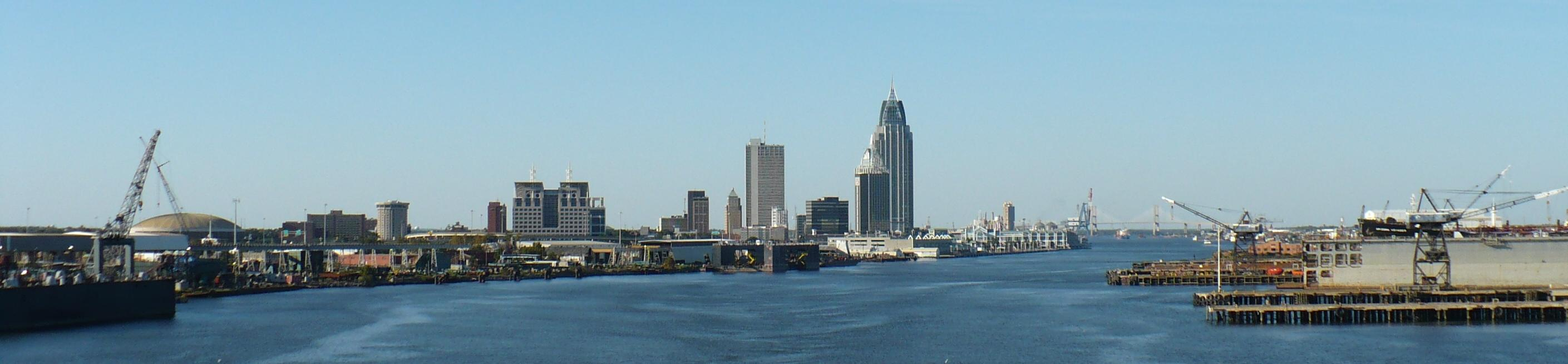
Вид на город Мобил с реки Мобил. Слева направо видны здания: Mobile Government Plaza, Wachovia Building (Мобил), Regions Bank Building (Мобил), RSA–BankTrust Building, Van Antwerp Building, Renaissance Riverview Plaza Hotel и RSA Battle House Tower.

## Самые высокие здания Мобила
По убыванию высоты. В нижеприведённой таблице в столбце «Высота» указана архитектурная высота, то есть без антенн, флагштоков и прочих легко демонтируемых конструкций. Знак равенства = после порядкового номера означает, что здания имеют одинаковую высоту.
| № п/п | Название                                            | Фото | Высота, м   | Надземных этажей | Год окончания строительства | Примечания, ссылки |
| ----- | --------------------------------------------------- | ---- | ----------- | ---------------- | --------------------------- | --- |
| 1     | RSA Battle House Tower                              |      | 227,1       | 35               | 2007                        | Самое высокое здание города и штата с 2006 года по настоящее время, 88-е по высоте в США.                                                                           |
| 2     | RSA–BankTrust Building                              |      | 129,2       | 34               | 1965                        | Самое высокое здание города с 1965 по 2006 год, самое высокое здание штата с 1965 по 1986 год, ныне — 4-е по высоте в штате. С учётом антенны имеет высоту 147,5 м. |
| 3     | Renaissance Riverview Plaza Hotel                   |      | 109,0       | 28               | 1983                        | Самая высокая гостиница города и штата, 10-е по высоте здание в штате. До реконструкции 2007 года имело высоту 84 м, ныне с учётом антенны имеет высоту 114 м.      |
| 4     | Mobile Government Plaza                             |      | 99,1        | 12               | 1994                        | 11-е по высоте здание в штате. |
| 5     | Mobile Marriott                                     |      | 97,8        | 20               | 1979                        | 13-е по высоте здание в штате. |
| 6=    | Regions Bank Building                               |      | 70,1        | 18               | 1929                        | Самое высокое здание города с 1929 по 1965 год. |
| 6=    | Wachovia Building                                   |      | 70,1        | 16               | 1947                        | |
| 8     | Lafayette Plaza Hotel (Holiday Inn Mobile Downtown) |      | 66,2        | 17               | 1972                        | |
| 9     | Commerce Building                                   |      | 49,1 (46,7) | 12               | 1958                        | |
| 10    | Radisson Admiral Semmes Hotel                       |      | 46,7 (41,5) | 12               | 1940                        | |
| 11=   | Больница Провиденс                                  |      | 42,8        | 11               | 1987                        | |
| 11=   | Van Antwerp Building                                |      | 42,8        | 11               | 1907                        | Самое высокое здание города с 1907 по 1929 год. Первый небоскрёб города.                                                                                            |
| 13    | The Battle House Hotel                              |      | 36,3        | 7                | 1908                        | |
| 14    | Royal St. Francis Building                          |      | 35,1        | 8                | 1941                        | |
| 15    | Кафедральная базилика Непорочного Зачатия           |      | 31,0        | 2                | 1850                        | Самое высокое здание города с 1850 по 1907 год. |